# Mois lunaire
 (février 2008).
Si vous disposez d'ouvrages ou d'articles de référence ou si vous connaissez des sites web de qualité traitant du thème abordé ici, merci de compléter l'article en donnant les références utiles à sa vérifiabilité et en les liant à la section « Notes et références ».

Animation de la Lune avec ses différentes phases, vue depuis l'hémisphère Nord. Le flottement apparent de la Lune est connu sous le vocable de libration.

Un mois lunaire est une unité de temps correspondant à la durée entre deux occurrences d'une position relative de la Lune et de la Terre.
Comme pour la définition de l'année, il n'existe pas de définition unique du mois lunaire, un ensemble de définitions conduisant à des durées proches selon le phénomène utilisé comme repère. Le repère étant variable, il n'y a rien qui indique la définition exacte du phénomène lunaire.
Dès l'Antiquité des astronomes ont calculé avec une grande précision les différentes révolutions de la Lune en fonction du référentiel choisi.

## Astronomie
Comme pour tout astre en orbite, on distingue cinq types de période de révolution. On définit donc pour la Lune un mois lunaire sidéral, un mois lunaire synodique, un mois lunaire anomalistique, un mois lunaire tropique et un mois lunaire draconitique.

### Mois sidéral
Un mois lunaire sidéral correspond à la période orbitale de la Lune, c'est-à-dire le temps mis par la Lune pour effectuer une révolution complète de son orbite, mesurée dans un référentiel galiléen ; il s'agit également du temps que met la Lune pour que, vue de la Terre, elle retrouve la même position par rapport aux étoiles sur la sphère céleste. La rotation de la Lune étant synchrone, il s'agit également en moyenne de sa période de rotation.
Le mois lunaire sidéral vaut environ 27,321 661 547 jours.

### Mois synodique
Un mois lunaire synodique, couramment appelé lunaison, correspond à l'intervalle entre deux nouvelles lunes consécutives.
Le mois synodique vaut 29,530 588 88 jours.
Un mois synodique est plus long qu'un mois sidéral, car le système Terre-Lune est en orbite autour du Soleil. Celui-ci semble donc se déplacer sur la sphère céleste et il faut 2,21 jours de plus pour que la Lune retrouve sa position apparente par rapport à lui.
Le mois synodique est la durée la plus courante pour exprimer un cycle lunaire.

### Mois anomalistique
Un mois lunaire anomalistique est l'intervalle de temps entre deux périgées de la Lune, c'est-à-dire le point de son orbite le plus proche de la Terre. Le grand axe de l'orbite lunaire, qui relie son périgée et son apogée, subit un phénomène de précession causée par les forces de marée solaires.
Le mois anomalistique vaut en moyenne 27,554 550 jours. La précession du grand axe lunaire possède une période de 3 232,6 jours, soit 8,85 ans.

### Mois tropique
Un mois lunaire tropique est le temps mis par la Lune pour retrouver la même longitude écliptique ; il est légèrement plus court qu'un mois sidéral en raison de la précession des équinoxes.
Le mois tropique vaut en moyenne 27,321 582 jours. La précession des équinoxes possède une période d'environ 26 000 ans.

### Mois draconitique
Un mois lunaire draconitique est la période entre deux passages de la Lune au même nœud de son orbite ; les nœuds sont les points où l'orbite lunaire coupe le plan de l'orbite de la Terre. Le mois draconitique est plus court que le mois sidéral à cause de la précession des nœuds lunaires ; celle-ci, principalement provoquée par l'aplatissement de la Terre, conduit les nœuds à tourner le long du plan de l'écliptique.
Le terme « draconitique » ou celui plus ancien de « dracontique » vient du fait que le nœud ascendant et le nœud descendant étaient appelés « tête » et « queue » du Dragon, animal mythologique avalant le Soleil ou la Lune au moment des éclipses. L'axe du plan orbital de la Lune pointe vers la constellation du Dragon et décrit un cercle imaginaire en 18,6 ans.
Un mois draconitique vaut en moyenne 27,212 221 jours. Le nombre de mois draconitiques excède d'une unité celui des mois sidéraux au bout de 6 793,5 jours, soit 18,6 ans, ce qui correspond au temps mis par les nœuds lunaires pour effectuer une révolution complète sur le plan de l'écliptique.

## Calendriers lunaires
Dans les calendriers lunaires ou lunisolaires, un mois lunaire correspond à deux alignements successifs du Soleil, de la Terre et de la Lune (syzygies identiques). Les phénomènes astronomiques considérés diffèrent cependant.
Dans les traditions européennes et moyen-orientales (et, tout particulièrement, dans le calendrier musulman), un mois débute lorsque le premier croissant après la nouvelle lune devient visible le soir suivant la conjonction avec le Soleil. Dans l'Égypte ancienne, le mois lunaire débutait lorsque la Lune ne pouvait plus être vue juste avant le lever du soleil. D'autres calendriers utilisent une Lune calculée (comme le calendrier hébreu depuis Hillel II) ou un procédé tabulaire (comme la lune pascale du comput). D'autres encore considèrent deux pleines lunes successives.
Toutes ces méthodes conduisent à approcher la longueur moyenne du mois synodique (29,530 588 jours). Les calendriers lunaires utilisent donc des mois de 29 ou 30 jours, suivant des séquences régulières ou irrégulières.

## Comparaisons
Les valeurs indiquées ci-dessous sont des valeurs moyennes.
| Mois               | Durée      | Durée       | Durée                    |
| Mois               | Jours      | Secondes    | Détail                   |
| ------------------ | ---------- | ----------- | ------------------------ |
| Mois draconitique  | 27,212 20  | 2 351 136,0 | 27 j 05 h 05 min 36,0 s  |
| Mois tropique      | 27,321 58  | 2 360 584,7 | 27 j 07 h 43 min 04,7 s  |
| Mois sidéral       | 27,321 66  | 2 360 591,6 | 27 j 07 h 43 min 11,6 s  |
| Mois anomalistique | 27,554 64  | 2 380 713,0 | 27 j 13 h 18 min 33,0 s  |
| Mois synodique     | 29,530 588 | 2 551 442,8 | 29 j 12 h 44 min 02,88 s |